# 𐞃
Cette page contient des caractères spéciaux ou non latins. S’ils s’affichent mal (▯, ?, etc.), consultez la page d’aide Unicode.
𐞃, appelée æ en exposant, lettre modificative æ, est un symbole de systèmes de transcriptions phonétiques, parfois utilisé de manière non standard dans l’alphabet phonétique international, ou une lettre abréviative utilisée en vieux norrois. Il est formé de la lettre minuscule latine æ mise en exposant.

## Utilisation
Dans un des manuscrit du Skíðaríma, ÍB 634, le æ en exposant est utilisé comme lettre abréviative pour ræ.
L’æ en exposant est utilisé dans certaines versions de la transcription phonétique Dania dans la notation de diphtongues, notamment dans une description du danois de Fionie orientale de Poul Andersen ou dans les volumes du Dialektstudier de l’Institut for Dansk Dialektforskning.
Dans la transcription du Der Sprachatlas der deutschen Schweiz (SDS), basée sur les transcriptions Böhmer-Ascoli et Teuthonista, l’æ en exposant est utilisé pour représenter une voyelle æ prononcée faiblement, par exemple brú᪷n𐞃ræ̯i (Brunnenrain).
Dans certaines variantes de l’alphabet phonétique international non standard, l’æ en exposant est utilisé pour représenter des diphtongues. En 1968, Thomas Gay recommande d’utiliser le symbole en exposant pour la deuxième partie mineure des diphtongues.
Le journal Zeitschrift für die alttestamentliche Wissenschaft utilise le æ en exposant pour translittérer le signe diacritique ḥăṭep̄ səḡôl ‹  ֱ › de l’alphabet hébreu.

## Représentations informatiques
La lettre modificative æ culbuté peut être représenté avec les caractères Unicode suivants (Latin étendu-F) :
| formes       | représentations | chaînes de caractères | points de code | descriptions                    | note                            |
| ------------ | --------------- | --------------------- | -------------- | ------------------------------- | ------------------------------- |
| modificative | 𐞃               | 𐞃                     | U+10783        | lettre modificative minuscule æ | codé pour le symbole phonétique |